# Адальберт I де Ла Марш

Марш и Перигор на карте Франции 1030 г.

Адальберт I (Альдеберт I; фр. Aldebert Ier de La Marche; ок. 955 — 997) — граф Ла Марша приблизительно с 974/975 года и Перигора с 975 года, представитель Перигорского дома. Сын Бозона I.

## Биография
В 974 году Адальберт I и его старший брат, граф Перигора Эли I, попали в плен к виконту Лиможа Ги I, с которым у них была вражда. Эли вскоре удалось бежать, а Адальберт провёл в заключении несколько лет. Около 977 года он помирился с виконтом Ги I и женился на его сестре Альмодис (960—1011). Тот, в свою очередь, признал за шурином Ла Марш, который раньше принадлежал Лиможу.
В 974 или 975 году Адальберт I наследовал отцовские владения, расположенные на границе Лимузена и Берри (по-французски la Marche). Он первым (в 988 году) принял титул графа де ла Марш (лат. comitis Marchiæ).
После смерти старшего брата Эли I (975 год) Адальберт I стал также и графом Перигора.
В 995 или 996 году Адальберт I и его младший брат Бозо II, заручившись поддержкой анжуйского графа Фулько III Нерры, начали военные действия против своего сюзерена, герцога Аквитании Гильома V. Поначалу им сопутствовал успех, но вскоре сторону герцога приняли французский король Гуго Капет и граф Блуа Тибо II.
Летом 997 года Адальберт I был смертельно ранен стрелой во время попытки взять город Жансэ. В силу малолетства его единственного сына Бернара I графом Перигора и Марша стал Бозо II.
Вдова Адальберта I, Альмодис (Агнес) Жеводанская (дочь Жеро Лиможского), вышла замуж за аквитанского герцога Гильома V.